# Wasserschloss Geislingen

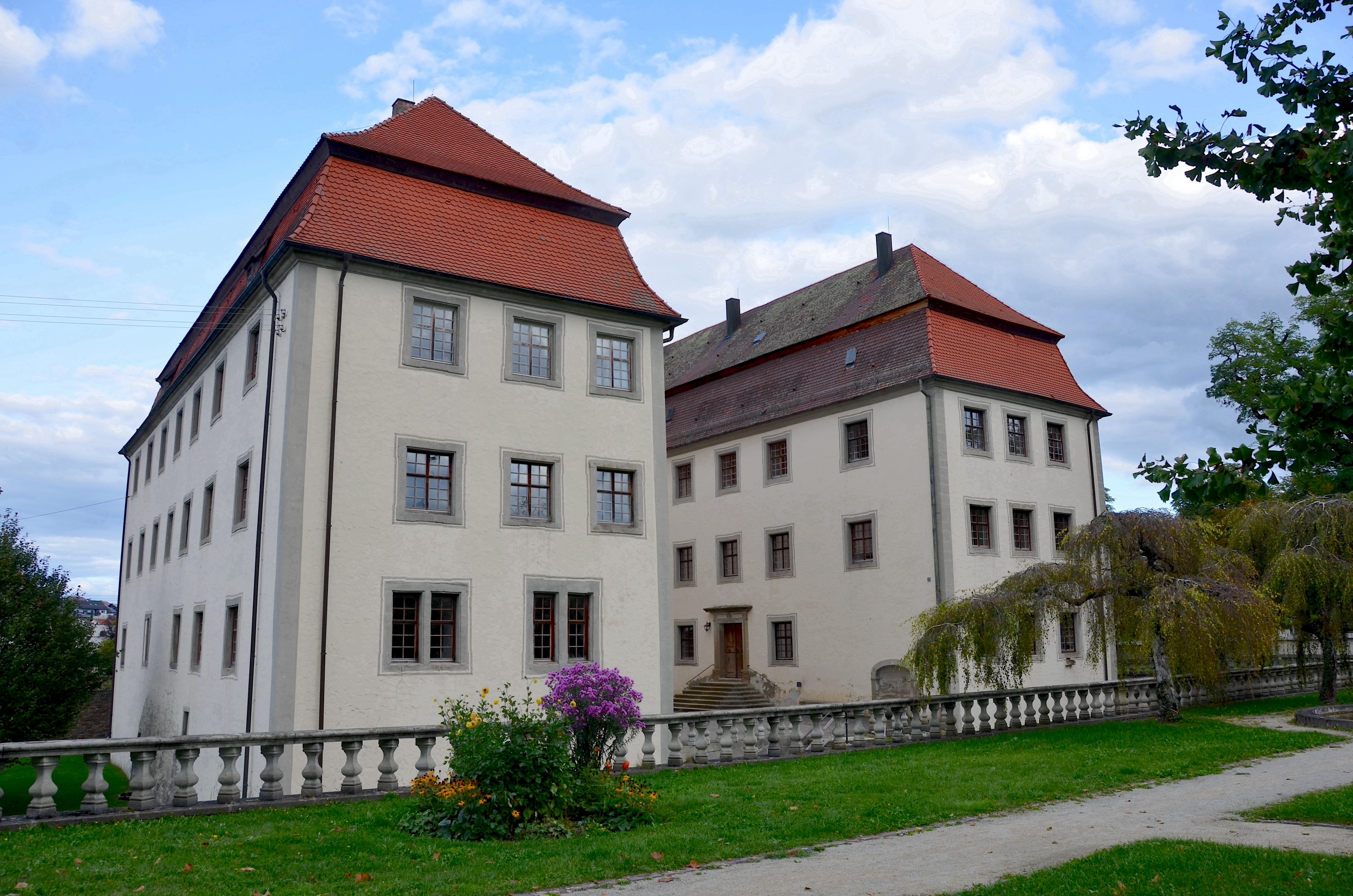
Wasserschloss Geislingen, Südwestansicht

Das Wasserschloss Geislingen ist eine dreiflügelige Wasserschlossanlage in Geislingen im Zollernalbkreis. Im 15. Jahrhundert als Herrensitz der Herren von Bubenhofen errichtet, wurde sie im 18. Jahrhundert von den Schenken von Stauffenberg zur barocken Dreiflügelanlage mit Schlosspark erweitert.

## Geschichte
Bereits Anfang des 15. Jahrhunderts gab es in Geislingen eine Burg, die zu dieser Zeit den Herren von Bubenhofen gehörte. 1426 erbaute Wolf von Bubenhofen, genannt „der Ältere“, neben dieser Burg ein Gebäude, welches bis heute der Grundbau des nordwestlichen Flügels des heutigen Schlosses ist. Bis 1464 wurde dieses Gebäude mit zwei Wassergräben umgeben. Im Jahr 1516 wurden die Besitzungen der Herren von Bubenhofen, unter anderem auch das Rittergut Geislingen, wegen Zahlungsunfähigkeit durch das Hofgericht Rottweil beschlagnahmt und an den Hauptbürgen Hans von Weitlingen als Pfand übergeben. Bereits 1527 erwarb Hans von Stotzingen das Rittergut Geislingen und Besitz der Herren von Bubenhofen in der Gegend um Balingen. Gegen Ende des 16. Jahrhunderts wurde die mit Deckenstuck ausgestattete Schlosskapelle eingebaut, die heute der einzige noch original erhaltene Innenraum des Schlosses ist. Im Jahr 1666 erwarb der General Georg Schütz von Purrschütz das Rittergut von den Herren von Stotzingen, nachdem diese während des Dreißigjährigen Krieges verarmt waren. Nach mehreren Besitzerwechseln gegen Ende des 17. Jahrhunderts gelangte das Rittergut 1698 für 34.000 Gulden an Johann Wilhelm Schenk von Stauffenberg, der die Nebengebäude im heutigen Schlossgarten abreißen ließ und stattdessen einige Gebäude, zum Beispiel den 1716 erbauten „Porzellanpavillon“ erbauen ließ. Im Jahr 1762 kam das Schloss in den Besitz von Freiherr Anton Damian Friedrich Hugo von Stauffenberg, der es in den folgenden Jahren erweitern ließ. So wurden 1783 die barocken Nordost- und Südostflügel des Schlosses errichtet und mit dem schon bestehenden Nordwestflügel zu einer dreiflügeligen Anlage ausgebaut. Sechs Jahre später wurde zudem auf der Fläche zwischen den beiden Schlossgräben ein Schlosspark angelegt und der „Porzellanpavillon“ innen neu ausgestattet. Im Zuge der Mediatisierung gelangte das Rittergut 1805 an Württemberg, jedoch blieb das Schloss im Besitz der Schenken von Stauffenberg. Im 19. Jahrhundert wurde das Schloss über lange Zeiträume nicht bewohnt, sodass beim Einzug von Franz August Schenk von Stauffenberg und dessen Familie im Jahr 1866 das Schloss zuerst renoviert werden musste. Nach dessen Tod im Jahre 1901 stand das Schloss wieder längere Zeit leer, jedoch wurde es vorübergehend im Jahr 1905 als Unterkunft von ungefähr 60 Kindern in Binsdorf nach dem dortigen Stadtbrand. Im Jahr 1925 kaufte die Gemeinde Geislingen das Schloss, löste das immer noch bestehende Rittergut auf und nutzte das Schloss als Schule. Nach dem Zweiten Weltkrieg zog zusätzlich noch die Gemeindeverwaltung Geislingen in das Schlossgebäude ein. Diese zog jedoch 1963 in einen Neubau um und auch die Schule siedelte zwei Jahre später in ein anderes Gebäude um. Das nun leerstehende Gebäude sollte abgerissen werden, was 1968 verhindert werden konnte. 1974 bis 1985 fand eine grundlegende Außensanierung des Schlosses statt, bei der u. a. das Dach und die Schlossparkanlage saniert beziehungsweise rekonstruiert wurden. Seit 1985 befindet sich im Nordwestflügel des Schlosses die Stadtbibliothek und das Stadtarchiv von Geislingen, das restliche Schloss wird größtenteils als Möglichkeit für Vereinsräumlichkeiten genutzt.

## Beschreibung
Die Schlossanlage befindet sich südlich der Geislinger Pfarrkirche St. Ulrich im Stadtkern. Das Schloss ist von zwei gemauerten Gräben umgeben, der Zwischenraum zwischen den beiden Gräben dient als Schlossgarten. Der äußere Graben umgibt das Schloss auf drei Seiten und ist nach Südwesten offen. Der quadratische innere Graben ist von einer Sandsteinbalustrade umgeben. Die Innenfläche der Anlage enthält das Schloss, das als dreigeschossige Dreiflügelanlage erbaut wurde. Der Ehrenhof des unter Mansarddach erbauten Schlosses öffnet sich nach Westen. Er ist durch eine steinerne Brücke, die auf der Nordostseite über die beiden Gräben verläuft und einen Durchgang am Nordostflügel zugänglich. Am Durchgang des Nordostflügels befindet sich ein klassizistisches Portal mit Pilastern, der Jahreszahl 1783 und dem Allianzwappen der Stauffenberg-Kageneck. Im Innern des Schlosses ist die Schlosskapelle von 1580 mit Deckenstuck der einzige noch original erhaltene Raum des Gebäudes.

Im Schlosspark befindet sich zwei Pavillons. Der Pavillon in der Ostecke des Schlossparks ist eine offene Holzkonstruktion, die früher als Laube diente. Der oktogonale „Porzellanpavillon“ in der Nordecke des Schlossgartens wurde im 18. Jahrhundert mit blauen und rotbräunlichen Fayencekacheln verkleidet, die biblische Darstellungen zeigen.